# Uturoa

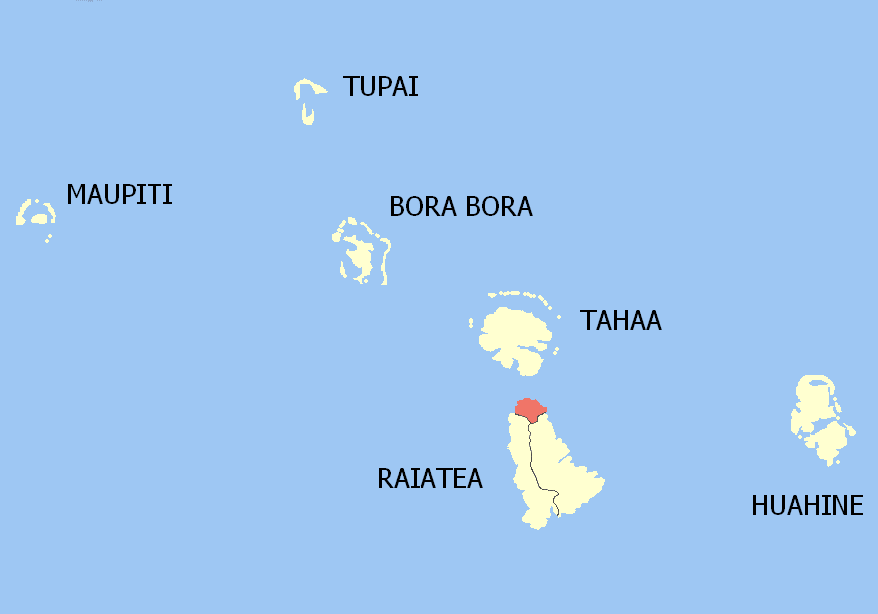
Lage der Gemeinde Uturoa

Uturoa ist eine von drei Gemeinden auf der Insel Raiatea, die zu den Gesellschaftsinseln in Französisch-Polynesien gehört. Sie ist die Hauptstadt des Bezirks Îles sous le Vent.

## Geografie
Uturoa liegt an der Nordspitze der Insel, 6 Kilometer südöstlich der Insel Tahaa und hat 3663 Einwohner (2022) auf einer Fläche von 16 km². Die Höhe reicht von Meereshöhe bis zu 479 m ü. M. Tahaa und Raiatea werden vom gleichen Korallenriff umschlossen.

## Geschichte
Es gab nicht einmal ein Dorf an der Stelle, wo Uturoa heute liegt, als der Missionar John Williams (1796–1839) um 1820 eine Missionsstation dort einrichtete.
Philippe Brotherson war von 1972 bis 2008 Bürgermeister von Uturoa. Er verstarb am 5. Juni 2008 im Alter von 79 Jahren.

## Kultur und Sehenswürdigkeiten
Der Hafen von Uturoa ist eine Station der internationalen Regatta polynesischer Pirogen Hawaiki nui va'a, die jährlich stattfindet.
Die Galerie Anuanua stellt Kunstwerke einheimischer Künstler aus und verkauft polynesisches Kunsthandwerk.

## Wirtschaft
Wichtigster Erwerbszweig ist Landwirtschaft, es gibt mehrere Restaurants in Uturoa.
Der Flughafen Raiatea liegt in Uturoa, es gibt einen Fährdienst nach Tahaa, einen Hafen an dem Kreuzfahrtschiffe anlegen (Gare Maritime) und eine Marina.